# Mahamanina
De Mahamanina is een 60 meter hoge waterval in Madagaskar, gelegen in de regio Diana.
De waterval ligt langs de Route nationale 6, 15 kilometer vanaf de stad Ambanja. De rivier behoort tot de rivier Mirahavavyse. Op 14 kilometer afstand van de rivier Sambirano zijn nog twee watervallen te vinden van deze rivier.